# Nơi ánh dương soi chiếu
Nơi ánh dương soi chiếu (tiếng Hàn: 태양의 계절; Hanja: 太陽의 季節) là một bộ phim truyền hình Hàn Quốc năm 2019 với sự tham gia của các diễn viên Oh Chang-seok, Yoon So-yi, Choi Sung-jae và Ha Si-eun. Tại Việt Nam, bộ phim được phát sóng trên kênh VTV1 lúc 13 hàng ngày với thời lượng 79 tập, phát sóng từ ngày 1 tháng 1 đến ngày 19 tháng 3 năm 2020.

## Tóm tắt
Câu chuyện kể về cuộc sống mới và quá trình trả thù của một người đàn ông làm giả danh tính sau một vụ tai nạn xe hơi khiến anh suýt chết.

## Diễn viên

### Vai chính
- Oh Chang-seok vai Oh Tae-yang / Kim Yoo-wol
  - Choi Seung-hun vai Tae-yang trẻ / Yoo-wol
- Yoon So-yi vai Yoon Si-wol
- Choi Sung-jae vai Choi Gwang-il
- Ha Si-eun vai Chae Deok-sil

## Link liên kết
- Website chính thức (bằng tiếng Hàn Quốc)
- Nơi ánh dương soi chiếu trên KBS World
- Nơi ánh dương soi chiếu trên HanCinema